# 坡芽歌书
《坡芽歌书》是一部壮族爱情组歌，被誉为是“天下第一部图载歌书”，描述了一对青年男女追求爱情的故事。
《坡芽歌书》是2006年的一次文化普查中，在云南省文山壯族苗族自治州富宁县剝隘鎮甲村坡芽一户村民家中发现的。歌书由81个图案组成，每个图案代表一首情歌。这些图案壮语中称为“波洼吩”（“绣花图案”之意）。据学者考证，认为这些图案已经基本具有了文字的性质。同时，研究认为歌书与壮族“歌墟”民俗关系密切，并且在东汉时期便已具雏形。
2011年，《坡芽歌书》被列为第三批国家级非物质文化遗产。